# Thiruparankundram
Thiruparankundram es una ciudad y municipio situada en el distrito de Madurai en el estado de Tamil Nadu (India). Su población es de 50004 habitantes (2011). Se encuentra a 7 km de Madurai.

## Demografía
Según el censo de 2011 la población de Thiruparankundram era de 50004 habitantes, de los cuales 25028 eran hombres y 24976 eran mujeres. Thiruparankundram tiene una tasa media de alfabetización del 88,30%, superior a la media estatal del 80,09%.